# Kihon
Kihon (基本, きほん?) trong tiếng Nhật Bản có nghĩa là "cơ bản" hoặc "gốc". Ngày nay Kihon được hiểu một cách rộng rãi là kỹ thuật cơ bản trong nhiều môn võ thuật đương đại.

## Nguồn gốc

Tập luyện kỹ thuật cơ bản (Kihon) trong một võ đường Karate